# Walter Burley Griffin
Walter Burley Griffin (ur. 24 listopada 1876 w Maywood, zm.  11 lutego 1937 w Lucknow) – amerykański architekt i architekt krajobrazu. Najbardziej znany jako twórca projektu urbanistycznego Canberry, stolicy Australii.

## Życiorys
W 1911 roku wygrał konkurs na projekt urbanistyczny nowej stolicy Australii, proponując rozwiązanie inspirowane ogrodami Wersalu. Budowa miasta opóźniona wybuchem I wojny światowej rozpoczęła się w 1921 pod kierownictwem Waltera Burleya Griffina.